# HOLE IN ONE
『HOLE IN ONE』（ホール・イン・ワン）は、JINDOUの1枚目のスタジオ・アルバム。

## 概要
- 初のフル・アルバム。

## 収録曲
1. INTRO (1:02)
2. リック (3:08)
4thシングルのカップリング曲。
3. LOTUS NOISE (4:00)
4. 電車DEゴー (2:41)
5. 全開ブラザー (3:30)
TBS系『U-CDTV』6月度オープニングテーマ。
6. トレモロ (3:33)
7. 冬のうた (4:04)
5thシングルとしてリカット。
8. DIG IT (2:58)
9. 快晴・上昇・ハレルーヤ (2:16)
4thシングル。テレビ東京系アニメ『遊☆戯☆王デュエルモンスターズGX』オープニングテーマ。
10. ハバタキツバメ (2:58)
11. LOSER (4:26)
12. あたらしい朝 (2:57)
13. J&J (2:56)
フジテレビ系『志村塾』5月・6月度エンディングテーマ。
14. OUTRO (4:01)

全作詞：MASAYA,NAGATA,TAKE、作曲：KOJI (1-9.11.12)、MASAYA (2.4.7-10.12)、全編曲：JINDOU